# 327 Columbia
För andra betydelser, se Columbia.
327 Columbia eller 1934 JN är en asteroid i huvudbältet, som upptäcktes 22 mars 1892 av den franske astronomen Auguste Charlois. Asteroiden har fått sitt namn efter den italienske upptäcktsresanden Christofer Columbus.
Asteroiden har en diameter på ungefär 26 kilometer.